# Катаральная ангина
Катара́льная анги́на — острое инфекционное заболевание, клиническая форма ангины, характеризующаяся выраженной разлитой гиперемией миндалин, нередко отёчностью нёбных дужек, слизисто-гнойным экссудатом на поверхности миндалин, умеренной реакцией регионарных лимфатических узлов. Инкубационный период: от нескольких часов до 2-4 дней.

## Симптомы
- Заболевание начинается внезапно — через несколько часов или спустя 2-3 дня после заражения.
- Першение, сухость и боль в горле.
- Общее недомогание, головная боль, боли в суставах и мышцах.
- Температура тела в зависимости от индивидуальных особенностей организма варьирует от 37,2 до 39-40 градусов. Возможен озноб.
- Регионарные лимфатические узлы болезненны при надавливании.
- Нёбные миндалины гипертрофированы, отёчны.

## Лечение
Общие рекомендации: постельный режим, употребление неострой и негорячей, богатой витаминами и белками пищи, обильное питьё.
Отоларинголог назначает антибиотики и раствор для полоскания горла.

## Профилактика
Изоляция больного, больной должен быть обеспечен отдельной посудой и средствами гигиены. В помещении больного проводить влажную уборку, и регулярно проветривать его.